# Герб Рыбинска
Герб городского округа город Ры́бинск Ярославской области Российской Федерации — опознавательно-правовой знак, служащий официальным символом муниципального образования.
Герб утверждён Решением муниципального совета «городского округа город Рыбинск» от 22 июня 2006 года № 51.
Герб в Государственный геральдический регистр внесён под № 981.

## Описание герба
«Герб города Рыбинска представляет собой червлёный геральдический щит. В червлёном поле лазоревый пояс, над которым — зелёный берег с золотой пристанью, из-за которой выходит чёрный восстающий медведь, держащий в левой лапе на левом плече золотую секиру; золотые двойные мостки простираются поверх пояса; ниже мостков пояс обременён двумя сообращёнными серебряными стерлядями»

## Описание символики
Рыбинский герб представляет собой красный щит, разделённый на две части. В верхней — выходящий из-за реки медведь с золотой секирой на левом плече, показывающий принадлежность города к Ярославской области. Красный цвет поля символизирует храбрость, мужество, неустрашимость. В нижней части изображён голубой пояс и две стерляди, свидетельствующие об изобилии воды и рыбы. Из воды на холм идут две лестницы, обозначающие пристань, с которой Екатерина II всходила 9 мая 1767 года в рыбинский собор слушать божественную литургию.
Стерляди на гербе Рыбинска связаны именно с наличием перекатов на Волге выше Переборов. Эта «царская» рыба семейства осетровых доставлялась к царским застольям именно из Рыбинска, отчего он и был назван.

## История

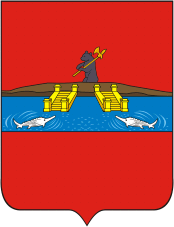
Герб 1778 года

Впервые герб и одновременно статус города Рыбинску был пожалован императрицей Екатериной II по указу от 3 августа 1777 года. Исторический герб Рыбинска был Высочайше утверждён 31 августа (11 сентября) 1778 года императрицей Екатериной II вместе с другими гербами городов Ярославского наместничества (ПСЗ, 1778, Закон № 14765). Закон № 14765 в Полном собрании Законов Российской империи датирован 20 июня 1778 года, но на приложенных к нему рисунках гербов дата утверждения гербов обозначена — 31 августа 1778 года.
Герб Рыбинска был сочинён товарищем герольдмейстера коллежским советником Иоганном фон Энденом. Описание герба Рыбинска гласило: «Щит в червлёном поле: главная часть Ярославского наместнического герба: выходящий из-за реки медведь, держащий в левой лапе золотую секиру, при оной реке пристань; две же стерляди доказывают изобилие той рыбы.»
Подлинное описание:

«Щитъ въ червленномъ полѣ, главная часть Намѣстническаго, герба выходящій изъ-за реки медвѣдь, держащій въ лѣвой лапѣ золотую сѣкиру, при оной рѣкѣ пристань, двѣ же стерляди доказываютъ изобиліе той рыбы»

### Проект герба 1863 года
В 1863 году, в период геральдической реформы Кёне, был разработан проект нового герба уездного города Рыбинска Ярославской губернии (официально не утверждён):
«В червленом щите серебряный волнообразный пояс, сопровождаемый в оконечности щита двумя золотыми стерлядями, щит обременен золотым столбом. В вольной части герб Ярославской губернии. Щит увенчан серебряной стенчатой короной и окружён золотыми колосьями, соединёнными Александровской лентой».

### Советский период
В советский период исторический герб Рыбинска не использовался. В 1984 году город был переименован в Андропов. Герб для города с новым названием не создавался. В 1989 году городу вновь вернули имя Рыбинск.

### Герб Рыбинского округа (2001)
17 июля 2001 года был утверждён герб Рыбинского муниципального округа, который практически полностью повторял исторический герб Рыбинска 1778 года. Город Рыбинск на тот момент входил в Рыбинский муниципальный округ.
В 2001—2002 годах по заказу администрации города в герб Рыбинска были внесены дополнения, то есть его сделали парадным (полным): щит увенчала «древняя царская корона», вокруг щита появился дубовый венок, перевязанный красной Александровской лентой. Перерисовку герба выполнили художники Николай Тарасенко и Олеся Глущенко. Информация об официальном утверждении данного варианта герба отсутствует.
После проведения муниципальной реформы в России, 1 июля 2006 года Рыбинский муниципальный округ прекратил существование. Символы округа перешли к городскому округу город Рыбинск. Рыбинский муниципальный район до 2008 года оставался без герба.

### Герб Рыбинского района (2008)

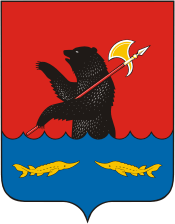
Герб Рыбинского района (2008 год)

26 марта 2008 года был утверждён герб Рыбинского муниципального района составленный на основе исторического герба Рыбинска.
До настоящего времени гербы Рыбинского муниципального района и Рыбинского муниципального округа в Государственный геральдический регистр не внесены.